# Dominicaines de la congrégation anglaise de sainte Catherine de Sienne
Les dominicaines de la congrégation anglaise de sainte Catherine de Sienne sont une congrégation religieuse féminine enseignante et hospitalière de droit pontifical née en 1929 d'une fusion de cinq instituts de religieuses dominicaines.

## Historique
La congrégation est fondée en 1929 par l'union de cinq instituts de religieuses dominicaines anglaises : 
- Les dominicaines de sainte Catherine de Sienne de Stone.
- Les dominicaines de sainte Rose de Lima de Stroud.
- Les dominicaines de Notre Dame Auxiliatrice de Leicester.
- Les dominicaines de saint Vincent Ferrier de Londres.
- Les dominicaines du saint Rosaire de Harrow.

- Les dominicaines de sainte Catherine de Sienne sont fondées le 8 décembre 1845 à Coventry par Margaret Hallahan en religion Marguerite de la Mère de Dieu. En 1853, la maison de Stone est construite et devient la maison-mère de l'institut.

- Les dominicaines de sainte Rose de Lima sont fondés à Stroud le 2 février 1857 par Marie Thérèse Matthews avec l'aide des dominicains du couvent de Woodchester ; l'institut est approuvé par le pape Léon XIII le 8 septembre 1889.

- Les dominicaines de Notre Dame Auxiliatrice proviennent d'une dominicaine de Stroud, Rose Corbett, qui fonde une succursale dans l'archidiocèse de Westminster ; en 1866 la communauté se constitue en institut autonome et se place sous la protection du cardinal Manning, la congrégation s'installe à Leicester en 1875.

- Les dominicaines de saint Vincent Ferrier ont leur origine dans la congrégation des Dominicaines de Notre-Dame de Grâce de Châtillon ; en 1896, Marie Cécile Marshall ouvre une communauté qui devient indépendante de la maison mère en 1909 et reconnue de droit diocésain par l'archevêque de Westminster.

- Les dominicaines du saint Rosaire sont fondées à Harrow en 1878 par Catherine Bathurst et reçoivent le décret de louange en 1890.

Pour simplifier et coordonner la vie et l'œuvre des religieuses qui observaient des constitutions religieuses presque identiques et se livraient à des activités similaires, les évêques et supérieurs dominicains anglais prônent l'union des cinq congrégations dans un nouvel institut constitué par décret de la congrégation pour les religieux du 27 juillet 1929 ; la congrégation anglaise est agrégée à l'ordre dominicain le 6 octobre 1929 et ses constitutions sont approuvées le 30 novembre 1930. 

## Activités et diffusion
Les sœurs se consacrent à l'éducation, l'aide aux orphelins et aux personnes âgées et le travail dans les hôpitaux. 
En plus de l'Angleterre, la congrégation est active en Écosse et en Irlande et s'est ouvert en 1953 à l'apostolat missionnaire en Norvège. 
La maison généralice est à Stone.
En 2017, l'institut comptait 31 sœurs dans 4 maisons.